# Olga av Grekland och Danmark
Olga av Grekland och Danmark, född 11 juni 1903 i Tatoi i Grekland, död 16 oktober 1997, var en jugoslavisk prinsessa, gift med prins Paul av Jugoslavien. Hon var dotter till prins Nikolaos av Grekland och Danmark och Helena Vladimirovna av Ryssland. 

## Biografi
Fram till första världskrigets utbrott 1914 tillbringade Olga mycket tid hos sin mors familj vid det ryska tsarhovet i Sankt Petersburg. När kung Konstantin avsattes 1917 tvingades familjen lämna landet och bosätta sig i Schweiz, där de levde under små ekonomiska omständigheter. De kunde återvände till Grekland då Konstantin återinsattes 1920. År 1922 förlovades Olga officiellt med kronprins Fredrik av Danmark, men förlovningen slogs upp på Olgas initiativ. Samma år infördes republik i Grekland och familjen tvingades lämna landet. De deltog sedan ofta i societetslivet i Paris och London trots en dålig ekonomisk situation.   
År 1922 träffade Olga prins Paul av Jugoslavien i London. Han blev förälskad i henne. Förlovningen eklaterades i Buckingham Palace och vigseln ägde rum i Belgrad i oktober 1923. Efter bröllopet blev hon prinsessa av Jugoslavien och fick undervisning i serbiska språket, ett språk hon snart kunde tala, om än med accent. Olga var van vid ett urbant societetsliv och det enkla och lantliga liv som föredrogs av Alexander I av Jugoslavien och dennes hustru Marie av Rumänien tråkade ut henne.

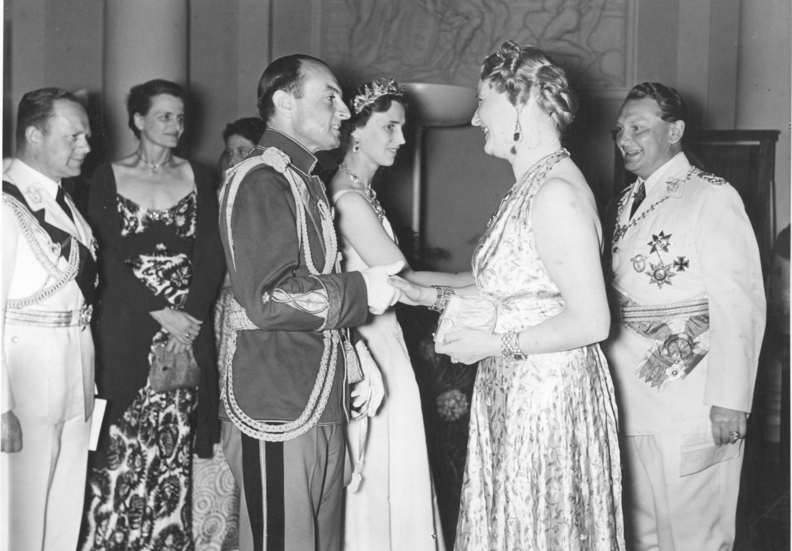
Olga av Grekland och Danmark och Paul av Jugoslavien bredvid Emmy och Hermann Göring i Charlottenburgs slott (1939)

År 1934 mördades kung Alexander i ett attentat och prins Paul blev Jugoslaviens regent för sin omyndige brorson kung Peter II. Olga fick många representativa uppgifter under makens regeringstid och följde honom på statsbesök där hon träffade både Hitler och Mussolini. Det anses att Olga hade ett visst inflytande över Pauls politiska ställningstaganden. 
1941 avsattes Paul i en statskupp av den jugoslaviska armén, som tillfångatog paret och deras barn och överlämnade dem till britterna, som via Grekland och Egypten skickade dem till Kenya och senare Sydafrika, där de levde i exil under andra världskriget. Familjen återvände till Europa 1948, och Olga bosatte sig sedan i Paris. Hon deltog i resten av sitt liv ofta vid kungliga sammankomster. I slutet av sitt liv led hon av alzheimer.
Olga ligger begravd bredvid sin man på Cimetière de Bois de Vaux i Lausanne.